# Wojna irlandzka
Wojna irlandzka 1689-1691 (ang. Williamite war in Ireland lub Jacobite war in Ireland, irl. Cogadh an Dá Rí - "wojna dwóch królów").  
W roku 1688 parlament angielski zdetronizował katolickiego króla Jakuba II z dynastii Stuartów po czym obrał nowym królem Wilhelma Orańskiego. Po ucieczce Jakuba do Francji celem Wilhelma pozostało zdobycie władzy w Irlandii. W roku 1689 Jakub II wylądował w Irlandii, gdzie na czele armii francusko-irlandzkiej wyruszył na północ zajętą przez siły protestantów. W tym samym roku Wilhelm Orański wysłał swoje siły na wyspę, gdzie osobiście dotarł w marcu 1690 r, po czym wyruszył przeciwko armii jakobitów. Dnia 12 lipca 1690 r. w bitwie nad Boyne Anglicy pokonali wojska Jakuba. Były król, zagrożony okrążeniem ze strony kawalerii angielskiej, zbiegł z pola bitwy i udał się do Francji. Jego armia nie została jednak całkowicie rozbita i w uporządkowanym szyku wycofała się kontynuując walkę do 1691 roku. Jakobici wspierani zbyt małymi funduszami z Francji przez Jakuba ulegli w końcu Anglikom dnia 12 lipca 1691 r. w bitwie pod Aughrim. Dnia 13 października 1691 roku w Limerick obie strony zawarły porozumienie, na mocy którego jakobitom umożliwiono emigrację do Francji.